# Petropedes
Petropedes is een geslacht van rechtvleugeligen uit de familie sabelsprinkhanen (Tettigoniidae). De wetenschappelijke naam van dit geslacht is voor het eerst geldig gepubliceerd in 1972 door Tinkham.

## Soorten
Het geslacht Petropedes  is monotypisch en omvat slechts de volgende soort:
- Petropedes santarosae (Tinkham, 1972)